# 瑞秋·賀甘坎普
瑞秋·賀甘坎普（英語：Richèl Hogenkamp，1992年4月16日—）是荷蘭职业网球女运动员，2009年轉職業。她的WTA生涯最高單打排名為第38（2015年1月19日），最高雙打排名為147（2012年8月27日）。

## 外部連結
- 瑞秋·賀甘坎普的国际女子网球协会官方資料（英文）
- 瑞秋·賀甘坎普的國際網球總會 職業／青少年 官方資料（英文）
- Fed Cup - Player profile - Richèl Hogenkamp (GBR) （页面存档备份，存于）